# Brunfjällig skivlav
Brunfjällig skivlav (Romjularia lurida) är en lavart som först beskrevs av Erik Acharius, och fick sitt nu gällande namn av Timdal. Romjularia lurida ingår i släktet Romjularia och familjen Lecideaceae.   Inga underarter finns listade i Catalogue of Life.
I den svenska databasen Dyntaxa används istället namnet Mycobilimbia lurida för samma taxon.  Arten är reproducerande i Sverige.